# Araucaria luxurians
Espèce
Classification phylogénétique
Statut de conservation UICN

 EN B1ab(i,ii,iii,iv,v)+2ab(i,ii,iii,iv,v); C2a(i) : En danger
Comme 13 espèces du genre Araucaria sur 19, Araucaria luxurians est un arbre endémique de Nouvelle-Calédonie. Il s'agit d'une espèce inféodée aux terrains ultramafiques.

## Philatélie
Cette espèce figure sur un timbre de l'OPT de 2016 dessiné par Jean-Paul Véret-Lemarinier.

## Photos

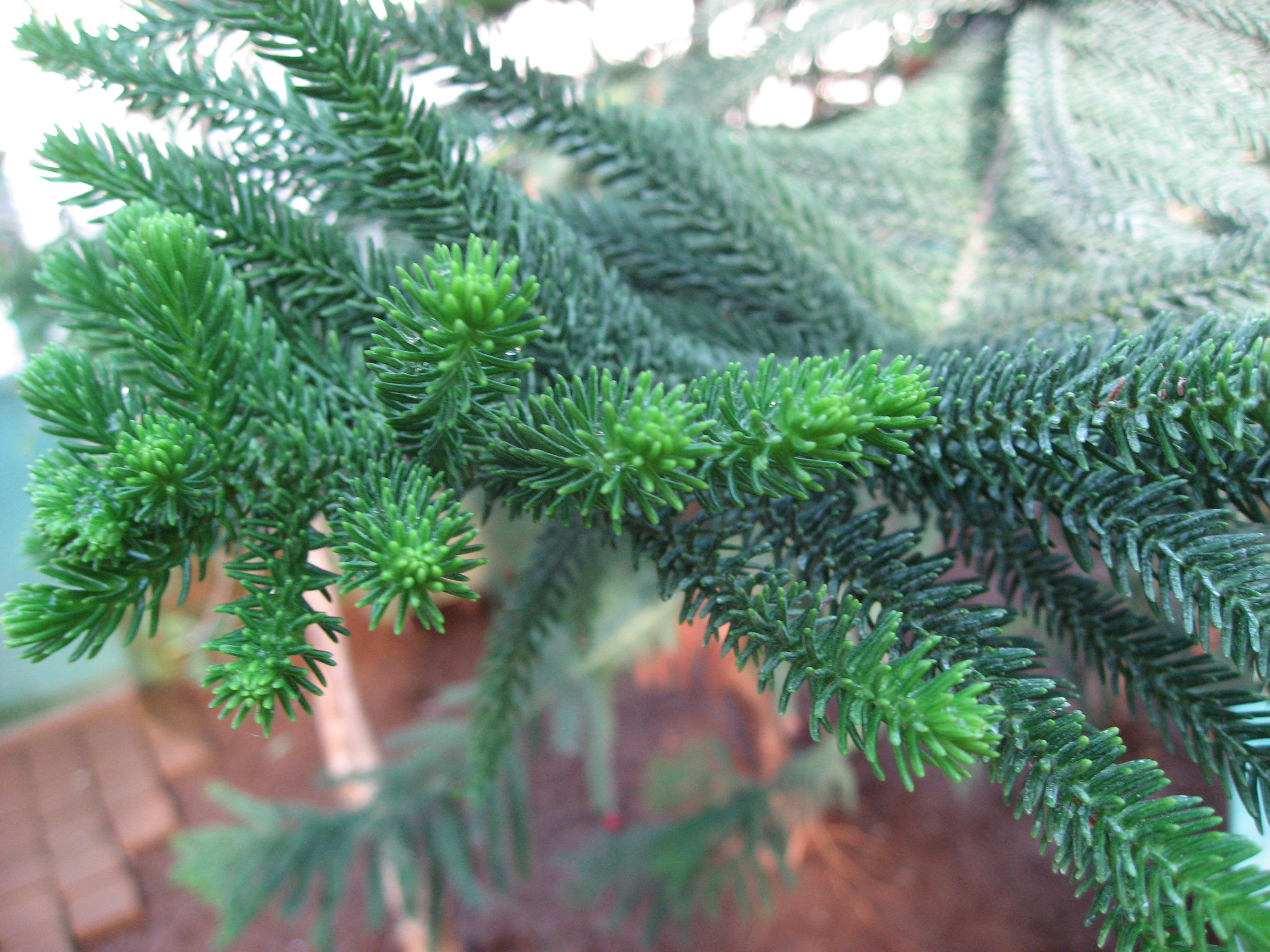
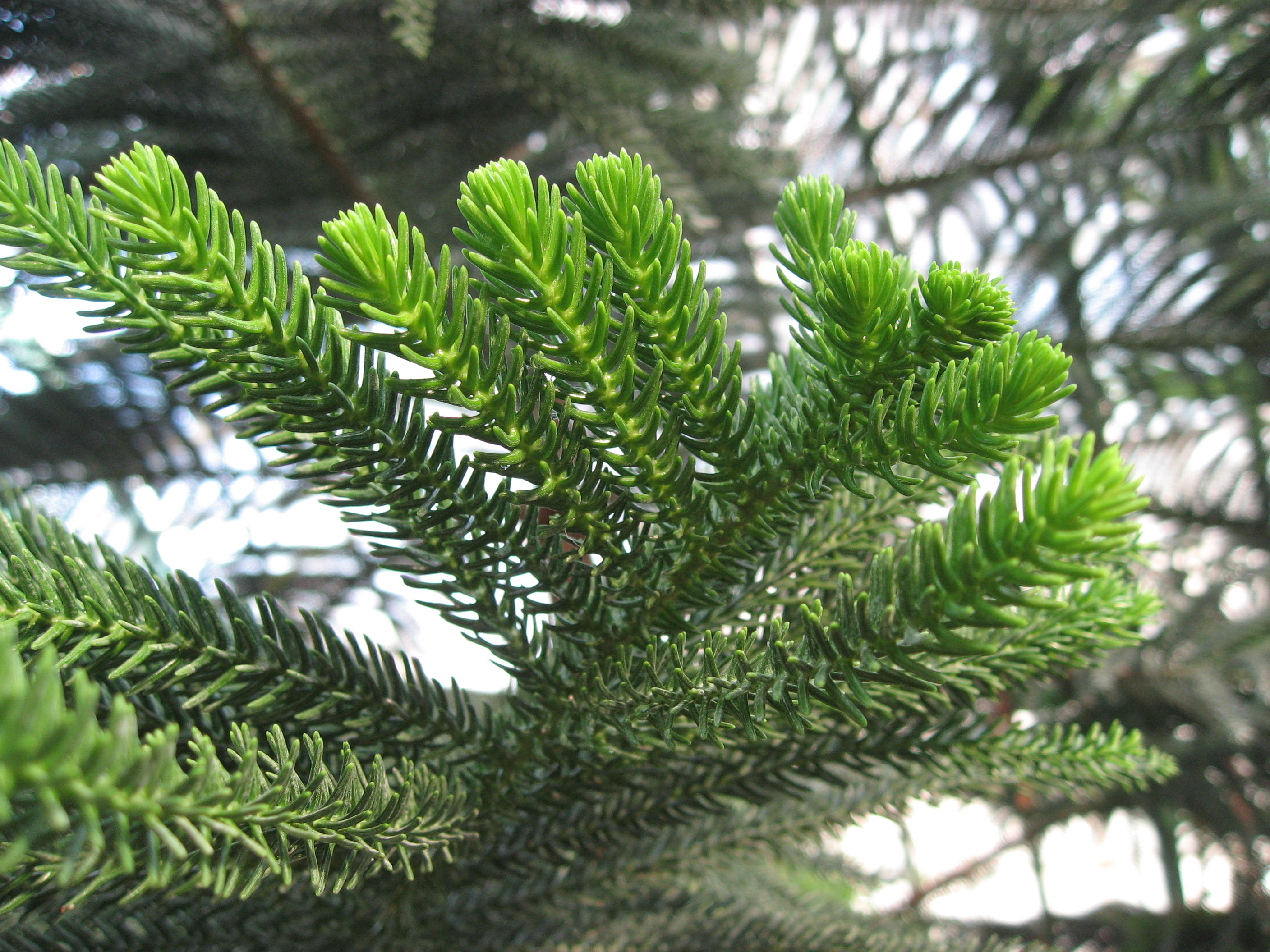

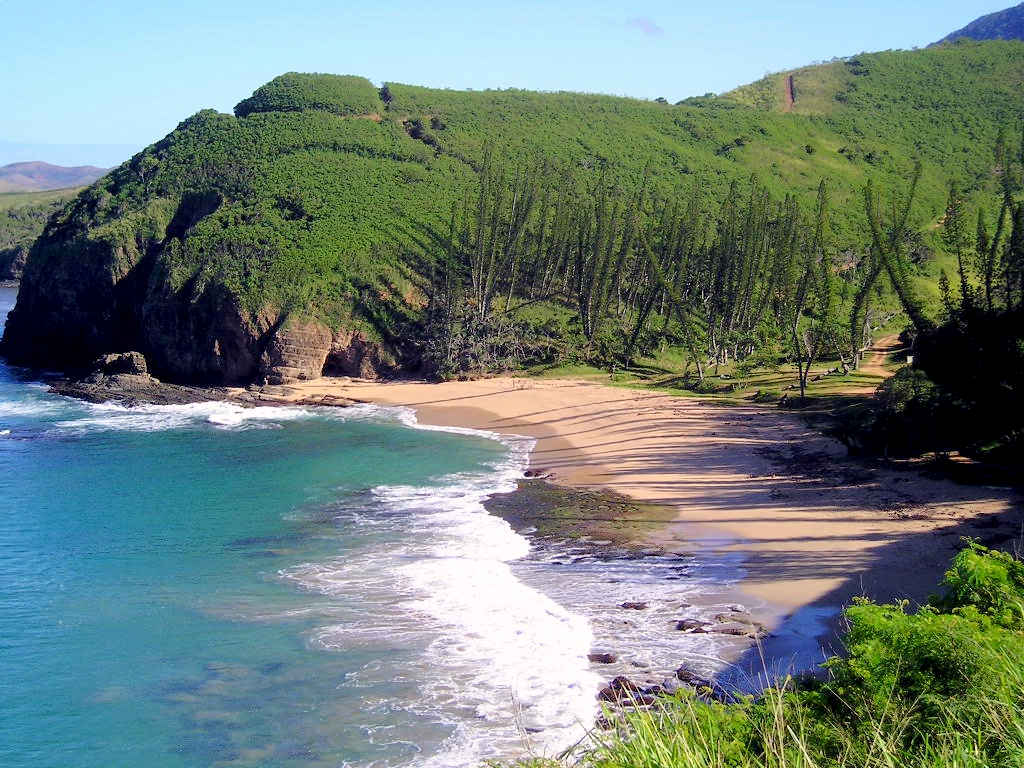
Baie des Tortues, Nouvelle-Calédonie
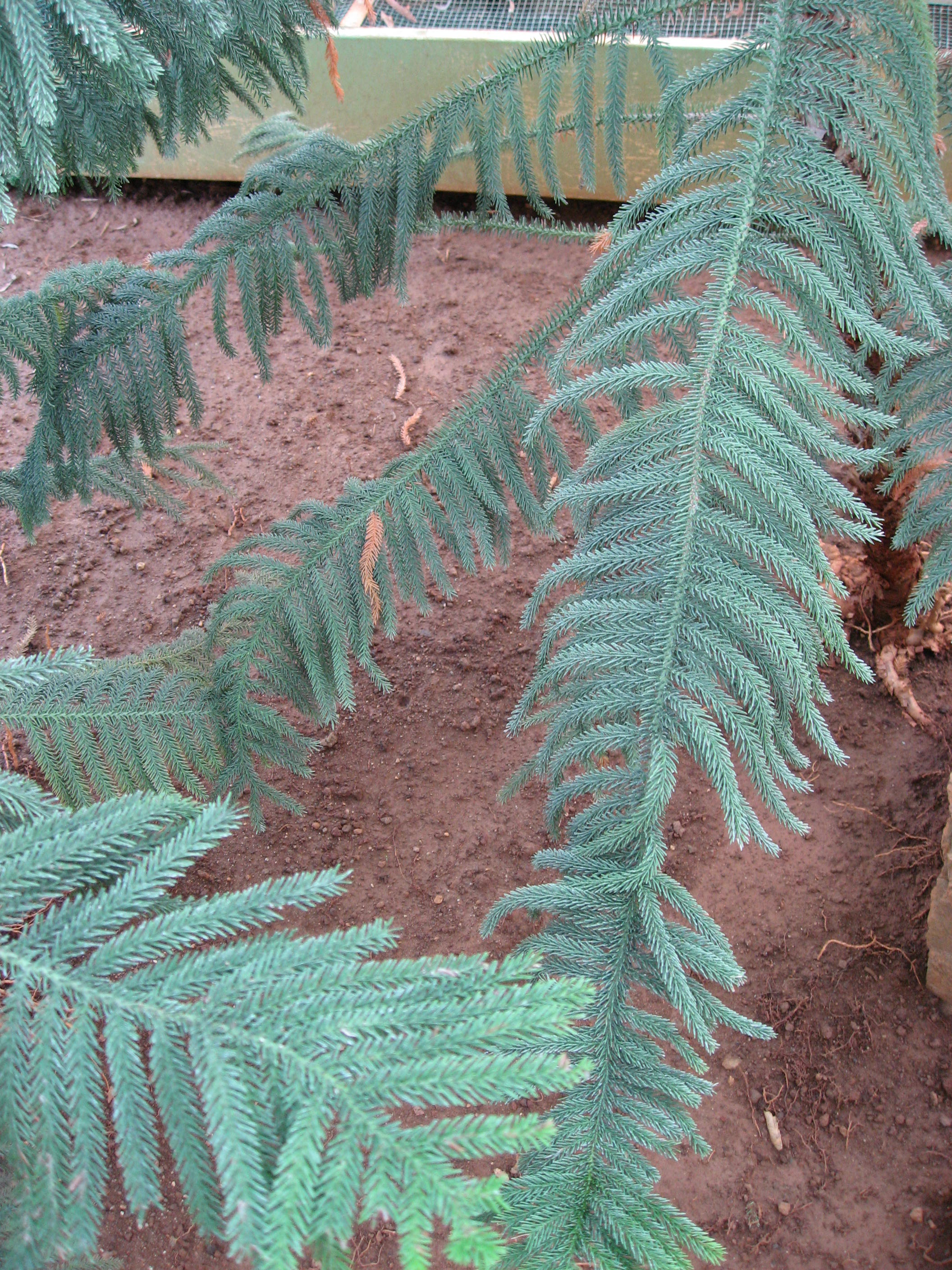